# モンゴメリー・オドリズコ予想
モンゴメリー・オドリズコ予想（英語: Montgomery's pair correlation conjecture, Montgomery-Odlyzko law）とは、リーマンゼータ関数の自明でない零点の間隔の分布は、ガウス型ユニタリ・アンサンブル（GUE）にしたがうランダム行列の固有値の間隔の分布と統計的に同一であるとする予想。この予想によれば、リーマン・ゼータ関数の零点の正規化された間隔は、ランダム行列理論を使った重い原子核のエネルギー準位の間隔と同様に、対相関関数が次式で表される。
{\displaystyle 1-\left({\frac {\sin(\pi u)}{\pi u}}\right)^{2}}
この予想は、ゼータ関数の零点をスペクトルで表すというヒルベルト・ポリア予想の哲学を受け継いでいるとはいえ、個々の零点が固有値に対応するわけではなく、全体として分布の様子が同じになることを主張する。したがってこの法則が仮に証明されても、それがリーマン予想の解明に役立つか否かは疑問である。しかしながら、ゼータ関数の零点の正体を求める問題はリーマン予想も含んだ大問題であり、ランダム行列理論はそれに向けて大きな示唆を与えてくれるであろうと考えられている。

## 予想
リーマン予想の成立を仮定する。固定された{\displaystyle \alpha \leq \beta } に対して
{\displaystyle \lim _{T\to \infty }{\frac {\#\{(\gamma ,\gamma '):0<\gamma ,\gamma '\leq T{\text{ and }}2\pi \alpha /\log(T)\leq \gamma -\gamma '\leq 2\pi \beta /\log(T)\}}{{\frac {T}{2\pi }}\log {T}}}=\int _{\alpha }^{\beta }1-\left({\frac {\sin(\pi u)}{\pi u}}\right)^{2}\mathrm {d} u}
である。ただし {\displaystyle \gamma ,\gamma '} はリーマンゼータ関数の非自明零点の虚部とする。

## 歴史
1971年のある午後、アメリカのプリンストン高等研究所のティールームで、著名な整数論研究者であったチョウラ（en:Sarvadaman Chowla）が、整数論の若手ヒュー・モンゴメリーを物理学者のフリーマン・ダイソンに紹介した。この日ここで交わされた雑談が、後に整数論の大きな流れを作る発見へとつながる。ダイソンは、当時ランダム行列GUEモデル(ガウス型ユニタリアンサンブル)の固有値対の相関関係を研究しており、その密度分布の数式をモンゴメリーに示した。モンゴメリーはリーマン・ゼータ関数の零点対の間隔分布やその一般化である相関関係を研究していたが、自分が得ていた密度関数が、ダイソンの示したGUE固有値分布の関数とそっくりであることに気づいた。これが、その後の整数論と量子力学をつなぐ端緒となった出会い、そして発見の瞬間であった。
その後1973年、モンゴメリーは翌年この発見を論文にまとめ、予想を公表した
を発表した。これを読んだオドリズコは、ゼータ関数の零点の間隔分布について大規模な数値計算を行い、ランダム行列の固有値の間隔の分布とほぼ一致することを1987年の論文で示した。
この予想を機にゼータ関数とランダム行列の理論との関連が指摘され始め、1998年にはリーマンゼータ関数に対する平均リンデレーフ予想に関してランダム行列の理論を用いて大きな進展をもたらすなどした。

## オドリズコによる数値計算結果

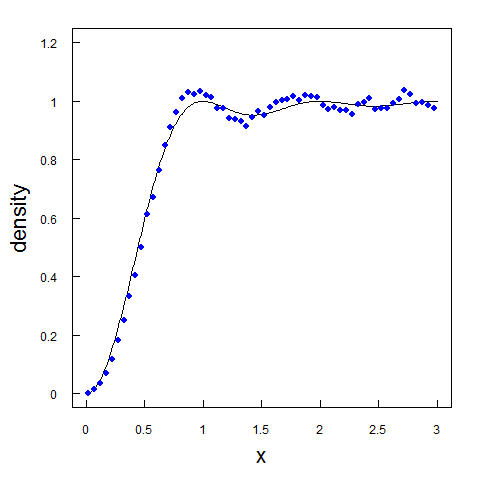
モンゴメリー・オドリズコ予想の数値計算例。実線は、GUE型のランダム行列の固有値の二点相関数である。一方、青のシンボルは、リーマンゼータ関数の非自明な零点の規格化された間隔から求めた対相関関数である。ここで、非自明な零点は最初の10^{5}個のものを用いている。

AT&T ベル研究所の研究員であったオドリズコは、モンゴメリの予想結果に触発され、非自明な零点の間隔分布について、詳細な数値計算による検証を行った。そして、モンゴメリーの対相関関数予想の成立が確からしいこと、さらに、非自明な零点の規格化された間隔分布そのものが、GUE型のランダム行列の固有値の間隔分布に一致するであろうことを示した。これらの結果は、1987年の論文「ゼータ関数の零点間隔の分布について」で報告された。
非自明な零点1/2+iγnに対し、規格化された間隔
{\displaystyle \delta _{n}=(\gamma _{n+1}-\gamma _{n}){\frac {\log {\frac {\gamma _{n}}{2\pi }}}{2\pi }}}
を導入すれば、モンゴメリーの対相関関数予想からM, N→∞で{\displaystyle {\begin{aligned}&{\frac {1}{M}}\{(n,k)|N\leq n\leq N+M,\,k\geq 0,\,\delta _{n}+\delta _{n+1}+\cdots +\delta _{n+k}\in [\alpha ,\beta ]\}\\&\qquad \sim \int _{\alpha }^{\beta }\left(1-{\biggl (}{\frac {\sin {\pi u}}{\pi u}}{\biggr )}^{2}\right)du\end{aligned}}}が成立することが期待される。オドリズコは当時、最新鋭であったスーパーコンピューター Cray X-MPを用い、 N =1、M =105 とN =1012 +1、M =105 の場合、すなわち、1番から105 番目までに位置する 105 個のγnと1012 +1番目から1012 +105 番目までに位置する105 個の γn を±10-8の精度で求めた。そして、それらの規格化された間隔の対相関関数と求め、GUEの理論値1-(sin(πx )/π x)2と精度よく一致することを示した。さらに規格化された零点間隔δnの分布とGUEの固有値の間隔の分布を計算し、両者がよく一致することを示した。後に、これらの結果は、オドリズコ自身によって、さらに1020番目付近に位置するおよそ7×107個の零点で確認され、より高い精度で確からしいことが示されている。
図は、105 個の非自明なゼロ点についての対相関関数を示す。より多くの個数での統計をとると、ますますランダム行列のGUE型の理論値に近づく。

## 進展状況
1990年代よりピーター・サルナックが提唱し始めた新しい数論の分野である数論的量子カオスの考えを用いて研究が大きく進展した。ルドニックとサルナックは予想を部分的に解決している。